# Horsterhoek
Horsterhoek is een dorpshuis in het Veluwse dorp Vierhouten.

## Geschiedenis
Tot 1946 stond er op de plek van Horsterhoek het pension van de familie Hop. In 1940 kocht de familie Ter Horst dit pension met de bijbehorende grond. In 1946 werd het pension afgebroken. Op de vrijgekomen plek werd in 1953 het dorpshuis Horsterhoek gebouwd dat op 10 oktober 1953 feestelijk geopend werd.

### Ter nagedachtenis
Het Dorpshuis was een geschenk van mevrouw Ter Horst-Vogel aan de bevolking van Vierhouten. Zij richtte het op ter nagedachtenis aan haar zoon Klaas. Klaas ter Horst was in 1940 lid van de verzetsgroep De Geuzen in Vlaardingen. De meeste leden van deze verzetsgroep werden door de Duitsers gearresteerd en gefusilleerd. Klaas had 'geluk' en kreeg vijf jaar tuchthuis in Duitsland. Hij liep daar TBC op en werd naar Vierhouten overgebracht.
Hij stierf vlak voor de bevrijding. Klaas had altijd gezegd dat er voor de jeugd in Vierhouten zo weinig te doen was en dat er eigenlijk een onderkomen voor ontspanning en ontwikkeling zou moeten komen. Mevrouw Ter Horst besloot als eerbetoon aan Klaas zo’n onderkomen te laten bouwen.
Zij betrok de familie Hooghordel in de plannen, omdat zij beter op de hoogte waren van wat er in het dorp speelde.

### Ontwerp
Al in november 1951 was een voorlopig ontwerp voor het dorpshuis gemaakt. Op dit ontwerp waren onder andere een grote zaal met podium, een conversatiezaal, een kleuterschool, een consultatiebureau, een cursuskamer, een leeskamer en een kantoortje opgenomen. Dit ontwerp is echter nooit uitgevoerd en later drastisch gewijzigd, omdat het aanvankelijk te groot was. Het dorpshuis werd ontworpen door architect ir. J.C. Boks uit Rotterdam. In het raam van de grote zaal bevindt zich een glas-in-loodraam met daarop afgebeeld Veluwse natuur en enkele dieren, waaronder een hert, eekhoorn en vogel. Het raam is ontworpen door A.M. ter Horst, zoon van de schenkster.
Het gerealiseerde gebouw bestond uit een hoofdgebouw met twee verdiepingen en een kelder en had twee zijvleugels van één verdieping hoog. In het hoofdgebouw werden op de begane grond een directiekamer, toiletten, een garderobe, een bibliotheek en een lokaal voor handenarbeid en gymnastiek ingericht. Op de eerste verdieping werd een naailokaal ingericht. In de kelder is later een schietbaan voor de schietvereniging De Katapult aangelegd. In de zijvleugels werden het kleuterlokaal en de leskeuken gesitueerd. Tussen de beide zijvleugels bevond zich een binnenplein.
Naast het huis werd een woning gebouwd voor de directrice en de leidster van de kleuterschool. De woning was ingedeeld met een gemeenschappelijke gang met keuken en voor elke bewoonster een zit- en slaapkamer met douche.
Het Dorpshuis werd officieel geopend door burgemeester H.M. Martens door het hijsen van de vlag met daarop vier bomen (Vierhouten) en de letters O.O.V. (Ontwikkeling, Ontspanning, Vierhouten). Het kinderkoor van Vierhouten, onder leiding van dirigent Willem Reezigt, zong een door mevrouw Ter Horst-Vogel uitgekozen liedje. Als directrice van het Dorpshuis werd mejuffrouw O. de Ronden aangesteld.

### Verbouwing
In 1989 werd het dorpshuis vergroot waardoor het binnenpleintje verdween. Tussen de zijvleugels werd een nieuwe zaal gebouwd. De oude zaal bood plaats aan 100 mensen, het nieuwe gedeelte kan er 230 herbergen. Ook de tuin bij het dorpshuis werd veranderd. De muurrestanten van een voormalig vijvertje, nog daterend uit de tijd van pension Hop, werden verwijderd. Verder werden alle dennen en bomen in de tuin gekapt, om meer ruimte te krijgen.
In hetzelfde jaar als de verbouwing bestond het Dorpshuis 35 jaar. Al die jaren was het dorpshuis naamloos gebleven en men besloot dat dit maar eens moest veranderen. Er werd een prijsvraag uitgeschreven voor het bedenken van een naam. De winnaar werd J.J. den Boer die de naam Horsterhoek bedacht. Deze naam verwijst uiteraard naar de familie Ter Horst. Tijdens de feestelijkheden rond het jubileum op 11 december werd deze naam op een bord onthuld door L.W. Hooghordel.
In 2007 heeft het dorpshuis opnieuw een verbouwing ondergaan, waarbij de grote zaal een aantal meters is verlengd, de overige zalen zijn opgeknapt en er kleedkamers en doucheruimtes zijn aangebracht. De kleed- en doucheruimtes worden verhuurd aan de plaatselijke voetbalvereniging Vierhouten '82, die haar veld nabij het dorpshuis heeft liggen.

### Beheerders
Door de jaren heen heeft het Dorpshuis diverse beheerders gehad, dit waren onder andere: mej. O. de Ronden (1953-1960), mej. Visscher, mej. Hage, mevrouw v.d. Pol, v.d. Sluis, Henk (Henneman) Berghuis en Jan Pul, Marinus Moret, Kris Kielman (1979-1984) en sinds 1984 tot op de dag van vandaag Bep en Emile Houtman.